# Robot Chicken DC Comics Special
Robot Chicken DC Comics Special es un especial de DC Comics de Robot Chicken. Se estrenó el 9 de septiembre del 2012. Dio origen a la secuela "DC Comics Special II: Villains in Paradise" (2014), y a la próxima "DC Comics Special III: Magical Friendship" (2015).

## Lista de Sketches

### RCDC
Un intro de Robot Chicken y DC Comics es presentado, donde muestran dúos como Lex Luthor/Científico Loco (Fritz Hunmorder), Pollo/Cyborg, Santa Compuesto/Dos Caras; etc.

### You Can't Fly
Superman, Linterna Verde, y Mujer Maravilla le hacen una broma pesada a Aquaman por no poder volar.

### That'sBane
Batman espía a unos ladrones robando, pero Bane llega y le rompe la columna.

### RealDCCharacters
Un Anuciador presenta a B'dg, un personaje existente en el Universo de DC.

### The Super Kiss
Superman le revela a Luisa Lane que él es Superman y la besa. Más tarde, besa a Lex Luthor, Darkseid, Solomon Grundy, y Brainiac. Para cuando llega a la Fortaleza de la Soledad, encuentra a los últimos cuatro con flores y chocolates proponiéndole matrimonio, pero Luisa no está.

### Two-Face's OCD
Dos Caras utiliza su moneda para ir al baño y hacer sus necesidades, pero no jala la palanca por decisión de su moneda, por lo cual el Pingüino se queja al entrar a la cabina del baño.

### Cold Villains
Durante la inauguración de un diamante en un museo, Mr. Freeze, el Capitán Frío, Icicle, Chillblaine asaltan el lugar. Ice y un policía llegan a detenerlos, pero el museo se derrumba y presuntamente, mata a los villanos y al policía.

### Funeral in Earth-C
Linterna Verde, Superman, y Batman asisten a un funeral del Capitán Zanahoria en Tierra-C, pero todos los presentes hacen que Linterna Verde se ría por el ridículo aspecto de los personajes de los héroes antropomórficos conocidos como la Zoo Crew!, haciendo que se vaya volando. Un presente le dice a Superman que su amigo es un maleducado, y este lo llama por su nombre, y al ser ridículo, Batman se ríe también.

### Swamp Thing
La Cosa del Pantano discute con Abby Holland.

### That'sBane! Again!
Batman habla con Robin en la Baticueva, pero Bane regresa de nuevo y le parte la columna a Batman nuevamente.

### RealDCCharacters 2
El Anunciador presenta a Firestorm, un personaje existente del Universo de DC.

### Out To Score
Superman, Linterna Verde, Batman, Flash, y Aquaman llegan a un club a conseguir chicas. Superman, Batman, Linterna Verde, y Flash; tienen éxito, pero Aquaman no, porque la chica que trató de conquistar era Detective Marciano, por lo cual se va del club y empieza a coquetearle a una delfín, presuntamente su esposa.

### Doom SecretSanta
Lex Luthor y la Liga del Mal hacen un sorteo navideño para ver que villano le regala a cual villano, pero llega el conserje y se queja de que a él no le regalan nada, haciendo que todos se sientan mal.

### Nerd Lantern
Nerd encuentra al moribundo Abin Sur y al coger su anillo, es llevado al Planeta Linterna, donde Appa Ali Apsa lo obliga as enfrentarse a Kilowog, y para que los dos no se enfrenten, crean dos clones linterna de Selena Gomez que se dan cachetadas, y estas, se desnudan totalmente, se vuelven lesbianas, y se besan en la boca.

### Luthor's Warsuit
Un Científico le construye a Lex Luthor un traje de guerra para destruir a Superman, pero Tyler (hijo del Científico), le da un pelotazo a Lex en la cabeza.

### That Tickles
Un Ladrón ametralla a Superman con su ametralladora pero no le hace daño, por lo cual empieza a dispararle en la entrepierna, pero el resultado es el mismo.

### The Punctuation Posse
Acertijo sorprende a Batman, Flash, y Superman con la adivinanza "¿Cuál es la pandilla puntuación?", pero su trampa sale mal.

### That's Bane! Thrice!
Durante una reunión de la Liga de la Justicia, Bane se infiltra en el Palacio de la Justicia y le destruye la columna a Batman por tercera vez en el especial.

### Sinestro's Final Moment
Al afeitarse, Sinestro se desangra, por lo cual, testigos de la escena, el Amo de los Espejos se mete a un espejo, y Acertijo huye del baño. Luego, sale un párrafo diciendo que Sinestro desarrolló un infección de estafilococo, que casi le costó la vida, y que su bigote nunca le volvió a crecer.

### That Is It
La Liga de la Justicia torturan a Aquaman pro diferentes motivos:
- Mujer Maravilla y Superman regresan después de ir al mar sin haberle avisado a Aquaman.
- Robin encuentra un tridente de los ancestros de Aquaman.
- Detective Marciano cocina pescado, el cual Robin, Batman y Cyborg comen un pedazo.

Al final, Aquaman es herido y cae al piso, pero nadie lo ayuda y cierran el Palacio de la Justicia, con él adentro.

### RealDCCharacters 3
El Anunciador presenta a Mr. Banjo, un villano existente del famoso Universo de DC; pero llega Firestorm, quema su banjo, y luego lo noquea a él y a un sujeto desconocido.

### AquaDoom
Aquaman, harto de la poca falta de respeto que recibe de la Liga de la Justicia, decide unirse a la Liga del Mal, por lo cual Black Manta sale por un rato y Aquaman es integrado.

### Solomon Grundy
Solomon Grundy habla sobre las cosas de su vida con un Hombre, quien se entera de que son falsas.

### AquamanAppreciation Party
Aquaman llega con la Liga del Mal (todos los integrantes de la Liga están metidos dentro de una torta en forma de caballo) al Palacio de la Justicia, pero al llegar ahí, Aquaman descubre que todos le habían hecho una fiesta sorpresa. Aquaman es obligado a partir la torta, y todos los villanos se liberan, por lo cual empieza una lucha. Durante la lucha, estas cosas pasan:
- Sinestro le da un pelotazo a Lex Luthor.
- El Amo de los Espejos es golpeado en la cara.
- El Pingüino le quita el sombrero a Flecha Verde, y el Capitán Frío le mete un tortazo en la cara.
- Mujer Maravilla asfixia a Black Manta
- Chillblaine, Mr. Freeze, el capitán Frío, y Icecicle; patean a Robin en grupo
- Mujer Maravilla golpea a Cheetah, Gatúbela, Harley Quinn, y al Pingüino (a este último le da tuerce la nariz).
- Dos Caras, por órdenes de su moneda, se golpea a sí mismo.
- Superman besa al Acertijo.
- Darkseid, con su visión de rayos láser, mata a Wildcat.
- Tras golpear al Guasón, Batman vuelve a ser atacado por Bane, y por cuarta vez, este le destroza la columna.
- El Robot Pervertido c*pula con Cyborg.
- Mr. Banjo es golpeado y noqueado por Flash.

Tras muchas derrotas, Luthor le ordena a Aquaman usar la kriptonita para acaba rcon Superman, pero aquaman decide no hacerle caso y le pega un puñetazo en la cara, pero accidentalmente, mata a Superman. En el funeral de Superman, Superman revive y besa a Jimmy Olsen; y luego, rompiendo la cuarta pared, besa al público espectador.

## Reparto de Voces
- Seth Green - Aquaman, Batman, el Pingüino, Subastador, Pequeño Queso, la Cosa del Pantano, Detective Marciano, Toyman, El Espantapájaros, Nerd, Abin Sur, Ganthet, Científico de LexCorp, Exclamador, Comma, Robin, Flecha Verde, Gorilla Grodd, Hombre, Hawkman, Jimmy Olsen
- Kevin Shinick - Narrador
- Alex Borstein - Mujer Maravilla, Mujer, Giganta, Gatúbela
- Nathan Fillion - Linterna Verde/Hal Jordan, Mr. Freeze
- Breckin Meyer - Superman/Clark Kent, Amo de los Espejos
- Tom Root - B'dg, Capitán Frío
- Megan Fox - Luisa Lane
- Alfred Molina - Lex Luthor, Firestorm, Mr. Banjo
- Steven Tyler - Cantante
- Neil Patrick Harris - Dos Caras, Black Manta
- Abraham Benrubi - Icicle, Kilowog, Appa Ali Apsa, Cyborg, Solomon Grundy
- Clare Grant - Ice, Abby Holland, Cheetah
- Matthew Seinrich - Chillblaine, Flash, Brainiac, Wildcat
- Aaron Paul - Glenn
- Zeb Wells - Sinestro
- Tara Strong - Selena Gomez, Harley Quinn
- Paul Reubens - El Acertijo

## Secuelas
Se estrenó en el 2014, un especial llamado "DC Comics Special II: Villains in Paradise". A mediados del 2015, saldrá el tercero, titulado "DC Comics Special III: Magical Friendship".